# Neil Sandilands
Neil Joseph William Sandilands (ur. 1 maja 1975 w Randfontein) – południowoafrykański aktor, reżyser, scenarzysta i producent. Wystąpił m.in. w serialach The 100, Flash i Łasuch.

## Filmografia

### Film
| Year | Title                              | Role               | Notes                    |
| ---- | ---------------------------------- | ------------------ | ------------------------ |
| 2004 | Proteus                            | Rijkhaart Jacobz   |                          |
| 2010 | Jakhalsdans                        | Dawid le Fleur     |                          |
| 2011 | The Darkness is Close Behind       | pan Lemoy          | krótkometrażowy          |
| 2012 | One Last Look                      | Frank McCintosh    |                          |
| 2013 | Die Laaste Tango                   | Kapitan Etlinger   |                          |
| 2013 | Lucy & Janie                       | ojciec Lucy        | krótkometrażowy          |
| 2013 | Gorzki smak cukru                  | Reinder Almersma   |                          |
| 2013 | Musiek vir die Agtergrond          | Freddy             |                          |
| 2013 | Die Ballade van Robbie de Wee      | Len van Jaarsveld  |                          |
| 2013 | A Man on a Road Is Best Left Alone |                    | krótkometrażowy          |
| 2015 | Haker                              | Pilot              | niewymieniony w napisach |
| 2018 | Frank and Ava                      | Zinnemann          |                          |
| 2019 | The Drone                          | The Violator       |                          |
| 2019 | Coyote Lake                        | Dirk               |                          |
| 2020 | Nowiny ze świata                   | Wilhelm Leonberger |                          |
| 2021 | Marfa                              | Norman             |                          |
|      | Day Six                            | dr Thompson        | w postprodukcji          |

### Telewizja
| Rok       | Tytuł                  | Rola                       | Nota                           |
| --------- | ---------------------- | -------------------------- | ------------------------------ |
| 1991      | Meester                | Bertus Conradie            |                                |
| 1992      | Konings                | Dolf – 1950                |                                |
| 1999      | Soutmansland           |                            |                                |
| 2000–2007 | 7de Laan               | Bart Kruger                |                                |
| 2004      | Snitch                 | Jan Pieter                 |                                |
| 2006      | Orion                  | Zatopek Van Heerden        |                                |
| 2006      | Jozi-H                 | Diler                      | Odcinek: "Crush"               |
| 2008      | Feast of the Uninvited | Daantjie van Wyk           | Odcinek: "A Map Reddens"       |
| 2010      | Dr House               | Kapitan Vanderhoof         | Odcinek: "A Pox on Our House"  |
| 2011      | Kidnap & Rescue        | Sam                        | Odcinek: "Hostage Rescue Team" |
| 2013      | Zoochosis              | Naukowiec                  | Odcinek: "Case 05: Fate"       |
| 2015      | Zawód: Amerykanin      | Eugene Venter              | 2 odcinki                      |
| 2016      | The 100                | Titus                      | 6 odcinków                     |
| 2016      | Hap i Leonard          | Paco                       | 5 odcinków                     |
| 2017      | Salamander             | Jack Wang                  | niewyemitowany pilot           |
| 2017      | Agenci NCIS            | Hendric Kruger             | Odcinek: "Willoughby"          |
| 2017–2018 | Flash                  | Clifford DeVoe/The Thinker | główna obsada (sezon 4)        |
| 2021      | DAM                    | Bernoldus                  | główna obsada                  |
| 2021      | Łasuch                 | gen. Abbot                 | 4 odc.                         |